# Duhok (stad)
Duhok (Arabisch: دهوك, Dahūk; Koerdisch: دهۆک, Dihok; Aramees: ܢܘܗܕܪܐ, Nohadra) is een stad in Koerdische Autonome Regio (KAR) in Irak. Dicht bij de stad ligt het Duhokmeer. Het is de hoofdstad van de gelijknamige provincie Duhok, die ook wel bekendstaat als Bahdinan. De stad Duhok heeft 493.283 inwoners. Duhok is na Erbil en Suleimaniya de op twee na grootste stad van de koerdische regio in Irak.
De stad is vooral van belang omdat het een aansluitpunt is met Turkije en Syrië.

## Geschiedenis
Duhok was oorspronkelijk een Assyrische stad genaamd Beth Nuhadra of Naarda, waar het een bisdom in het metropolitanate van Adiabene (de regio rond Erbil) werd. Tweehonderd jaar geleden was het een kleine nederzetting aan het Duhokmeer. Duhok bleef een dorpje tot na de Eerste Wereldoorlog. Sindsdien breidde de stad zich uit. Hoewel het tot de jaren 90 niet een groter inwonersaantal kreeg dan 100.000, is het na 1992 behoorlijk gegroeid. Momenteel wonen er 500.000 mensen in Duhok. De naam Duhok is afgeleid van "Klein Dorpje".

## Bahdini
In tegenstelling tot de rest van Iraaks-Koerdistan spreken de bijna 1 miljoen inwoners van de provincie Duhok Bahdini. Bahdini is een subdialect van het Kirmanci dat gesproken wordt door 65% van alle Koerden. In de andere delen van Iraaks-Koerdistan wordt Sorani gesproken. Verder kent de stad een significante populatie Assyriërs (ܐܬܘܪ̈ܝܐ).

## KDP-bolwerk
De KDP, de Democratische Partij van Koerdistan van de regionale president Massoud Barzani, heeft een zeer grote aanhang in de provincie en met name in de stad Duhok. Duhok wordt dan ook gezien als een KDP-bolwerk. Dit komt vooral doordat Mustafa Barzani, die als Vader der Koerden wordt gezien, uit het district Bahdinan kwam. Er staat een groot standbeeld van deze Koerdische leider in Duhok. In Duhok staat het Eerste Hoofdkwartier van de KDP (Liqa 1). 

## Infrastructuur
Duhok heeft geen ontwikkelde infrastructuur. Nabij Bamarne ligt een klein militair vliegveld dat niet functioneert. Verder kent Duhok alleen enkele nationale en provinciale hoofdwegen. Deze liggen tussen Duhok en Zakho, Duhok en Amediye, Amediye en Shila Diza, Duhok en Mosoel, Amediye en Barzan en een grote hoofdweg die onlangs omgebouwd is tot een autosnelweg tussen Duhok en Erbil.

## Olie
In 2006 is het Noorse oliebedrijf DNO begonnen met het zoeken naar olie in de provincie. Nabij Zakho is men bezig met het winnen van olie. Vanaf 2007 vindt de verkoop van ruwe olie plaats.

## Economie van Duhok
De stad Duhok is wat betreft het bnp de rijkste stad van Irak en Iraaks-Koerdistan. Vooral omdat het relatief minder inwoners heeft dan andere steden en de vrije markt volop draait, is de situatie goed. In Duhok staan vele villawijken. Sinds de val van Saddam Hoessein in 2003 is de sociale situatie rustig gebleven.

## Geboren
- Zana Allée (1994), Frans-Irakees voetballer
- Rewan Amin (1996), Nederlandse-Irakees voetballer